# 王健 (1962年)
王健（1962年6月—），男，布依族，中国中医药学家，中国中医科学院特聘首席研究员、中医药防治艾滋病研究中心常务副主任，中国民主同盟盟员，第十一、十二届全国政协委员。